# Драгомир Антонић
Драгомир Антонић (Чачак, 9. јул 1948 — Београд, 9. новембар 2020) био је српски етнолог.

## Биографија
Завршио је етнологију на Филозофском факултету у Београду. Дуго је радио у Етнографском институту САНУ. Био је директор Етнографског музеја 2001–2002. године. Потом ради у сопственој агенцији за етнографске и сродне услуге.
Написао је више књига, као што су Обичајник код Срба, Обичајни бонтон, Посни јеловник, Све о афродизијацима, Бомбардовање се наставља и друге. Снимио је више филмова и ТВ емисија етнографског карактера, а најпознатији му је филм о Хиландару.
Преминуо је 9. новембра 2020. године у Београду. Сахрањен је 11. новембра 2020. године на гробљу Лешће у Београду.